# 丹江口市
丹江口市（たんこうこう-し）は中華人民共和国湖北省十堰市に位置する県級市。古くより三陽（鄖陽・襄陽・南陽）を連絡する交通の要衝とされている。

## 地理
丹江口市は湖北省東北部、漢江上中地域に位置している。東は襄陽市、西は十堰市、南は房県及び神農架林区、北は河南省南陽市に接している。

## 歴史
春秋戦国時期は均陵と称され、秦が楚を滅ぼすと武当県が設置された。隋代以降は均州と称され、1913年の州制廃止に伴い均県と改称された。1983年、県級市に改編される際に丹江口市と改称され現在に至る。

## 行政区画
- 街道:均州路街道、大壩路街道、丹趙路街道、三官殿街道
- 鎮:土関埡鎮、浪河鎮、丁家営鎮、六里坪鎮、塩池河鎮、均県鎮、習家店鎮、蒿坪鎮、石鼓鎮、涼水河鎮、官山鎮、竜山鎮
- 新港経済開発管理処、牛河林業開発管理区、白楊坪林業開発管理区、大溝林業開発管理区、武当山特区

## 経済
丹江口市は中国最北の柑橘類の生産地として年間1.5億トンを生産する柑橘類のほか、茶葉やシイタケなどの農産品のほか、チタンやバナジウム鉱物資源の開発が期待されている。